# Скубянка
Скубянка (пол. Skubianka) — село в Польщі, у гміні Сероцьк Леґьоновського повіту Мазовецького воєводства.
Населення — 374 особи (2011).
У 1975-1998 роках село належало до Варшавського воєводства.

## Демографія
Демографічна структура станом на 31 березня 2011 року:
|          | Загалом | Допрацездатний вік | Працездатний вік | Постпрацездатний вік |
| -------- | ------- | ------------------ | ---------------- | -------------------- |
| Чоловіки | 181     | 34                 | 139              | 8                    |
| Жінки    | 193     | 46                 | 107              | 40                   |
| Разом    | 374     | 80                 | 246              | 48                   |